# Stadion Narodowy w Singapurze (1973)
Stadion Narodowy w Singapurze (malaj.: Stadion Nasional Singapur) znajdował się w dzielnicy Kallang. Otwarty w lipcu 1973 roku, Stadion Narodowy został oficjalnie zamknięty w dniu 30 czerwca 2007 roku i rozebrany, aby zrobić miejsce dla Singapore Sports Hub i Nowego Stadionu Narodowego, otwartego w 2014 roku.